# 準フロベニウス環
数学、とくに環論において、フロベニウス環 (Frobenius ring) のクラスとその一般化は、フロベニウス多元環についてなされた研究の拡張である。おそらく最も重要な一般化は準フロベニウス環 (quasi-Frobenius ring, QF ring) のそれであろう。これはさらに右擬フロベニウス環 (pseudo-Frobenius ring, PF ring) と右有限擬フロベニウス環 (finitely pseudo-Frobenius ring, FPF ring) に一般化される。準フロベニウス環の他の種々の一般化には QF-1, QF-2, QF-3 環がある。
これらのタイプの環はゲオルク・フロベニウスによって考察された多元環の子孫と見ることができる。準フロベニウス環のパイオニアたちを部分的に挙げれば、R. ブラウアー、森田紀一、中山正、C. J. Nesbitt, R. M. Thrall。

## 定義
説明のためにはまず準フロベニウス環を定義するのが易しいだろう。各タイプの環の以下の特徴づけにおいて、環の多くの性質が明らかにされる。
環 R が準フロベニウス (quasi-Frobenius) であるとは、R が以下の同値な条件のうちの1つを満たすことをいう：
- R は片側ネーター的かつ片側自己移入的である。
- R は片側アルティン的かつ片側自己移入的。
- 射影的なすべての右（あるいはすべての左）R 加群は移入的でもある。
- 移入的なすべての右（あるいはすべての左）R 加群は射影的でもある。

フロベニウス環 (Frobenius ring) R とは以下の同値な条件のうちの1つを満たす環のことである。J = J(R) を R のジャコブソン根基とする。
- R は準フロベニウスかつ右 R 加群として半単純成分 (socle) {\displaystyle \mathrm {soc} (R_{R})\cong R/J}
- R は準フロベニウスかつ左 R 加群として {\displaystyle \mathrm {soc} (_{R}R)\cong R/J}
- 右 R 加群として {\displaystyle \mathrm {soc} (R_{R})\cong R/J} でありかつ左 R 加群として {\displaystyle \mathrm {soc} (_{R}R)\cong R/J}

可換環 R に対して、以下は同値である：
- R はフロベニウス
- R は準フロベニウス
- R は唯一の極小イデアルを持つ局所アルティン環の有限個の直和である。（そのような環は「0次元ゴレンスタイン局所環」の例である。）

環 R が右擬フロベニウス (right pseudo-Frobenius) とは、以下の同値な条件の1つを満たすことである：
- すべての忠実右 R 加群は右 R 加群の圏の生成素（英語版）である。
- R は右自己移入的かつ Mod-R の余生成加群（英語版）である。
- R は右自己移入的かつ右 R 加群として有限余生成である。
- R は右自己移入的かつ右 カシュ環である。
- R は右自己移入的、半局所、かつ半単純成分 soc(RR) は R の本質部分加群である。
- R は Mod-R の余生成加群かつ左 カシュ環である。

環 R が右有限擬フロベニウス (right finitely pseudo-Frobenius) とは、すべての有限生成忠実右 R 加群が Mod-R の生成加群であることをいう。

## Thrall の QF-1,2,3 の一般化
大きな影響を与えた論文 (Thrall 1948) で R. M. Thrall は（有限次元）QF 代数の3つの特定の性質に焦点を当て個別に研究した。追加の仮定をしてこれらの定義は QF 環を一般化するために使うこともできる。これらの一般化を開拓した少しの他の数学者には 森田紀一と太刀川弘幸が含まれる。
(Anderson & Fuller 1992) に従って、R を左または右アルティン環とする：
- R が QF-1 であるとは、すべての忠実左加群と忠実右加群が平衡加群（英語版）であることをいう。
- R が QF-2 であるとは、各直既約射影右加群と各直既約射影左加群が唯一の極小部分加群を持つことをいう。（すなわちそれらの半単純成分は単純である。）
- R が QF-3 であるとは、移入包絡 E(RR) および E(RR) がともに射影加群であることをいう。

番号は階層を表しているわけではない。より緩い条件のもとで、環のこれら3つのクラスは互いを含まない。しかしながら、R が左または右アルティンという仮定の下では、QF-2 環は QF-3 である。QF-1 かつ QF-3 だが QF-2 でない例すらある。

## 例
- すべてのフロベニウス k 多元環はフロベニウス環である。
- すべての半単純環は明らかに準フロベニウスである。すべての加群が射影かつ移入だからである。しかしさらに、半単純環はすべてフロベニウスである。これは定義によって容易に確かめられる。半単純環に対して {\displaystyle \mathrm {soc} (R_{R})=\mathrm {soc} (_{R}R)=R} であり J = rad(R) = 0 だからである。
- 商環 {\displaystyle \mathbb {Z} /n\mathbb {Z} } は任意の自然数 n > 1 に対して準フロベニウスである。
- 可換アルティン列環（英語版） はすべてフロベニウスであり、実はさらに、すべての商環 R/I もフロベニウスであるという性質を持つ。可換アルティン環の中で、列環はちょうど、（非零な）商がすべてフロベニウスであるような環であることが判明する。
- 多くのエキゾチックな PF および FPF 環が (Faith 1984) の例として見つけられる。

## Notes
QF, PF, FPF の定義は圏論的な性質であることが容易にわかり、したがって森田同値によって保存されるのであるが、フロベニウス環であることは保存されない。
片側ネーター環に対して左または右 PF の条件はともに QF と一致するが、FPF 環はなお異なる。
体 k 上の有限次元代数 R がフロベニウス k-代数であることと R がフロベニウス環であることは同値である。
QF 環は加群のすべてを自由 R 加群に埋め込めるという性質を持つ。これは次のようにしてわかる。加群 M は移入包絡その E(M) に埋め込まれ、E(M) は今射影的でもある。射影加群として E(M) は自由加群 F の直和成分であるから E(M) は包含写像によって F に埋め込まれる。この2つの写像を合成して M は F に埋め込まれる。

## 教科書
- Anderson, Frank Wylie; Fuller, Kent R (1992), Rings and Categories of Modules, Berlin, New York: Springer-Verlag, ISBN 978-0-387-97845-1
- Faith, Carl; Page, Stanley (1984), FPF Ring Theory: Faithful modules and generators of Mod-R, London Mathematical Society Lecture Note Series No. 88, Cambridge University Press, ISBN 0-521-27738-8, MR0754181
- Lam, Tsit-Yuen (1999), Lectures on modules and rings, Graduate Texts in Mathematics No. 189, Berlin, New York: Springer-Verlag, ISBN 978-0-387-98428-5, MR1653294
- Nicholson, W. K.; Yousif, M. F. (2003), Quasi-Frobenius rings, Cambridge University Press, ISBN 0-521-81593-2

## References
For QF-1, QF-2, QF-3 rings:
- Morita, Kiiti (1958), “On algebras for which every faithful representation is its own second commutator”, Math. Z. 69:  429–434, doi:10.1007/bf01187420, ISSN 0025-5874
- Ringel, Claus Michael; Tachikawa, Hiroyuki (1974), “QF-3 rings”, J. Reine Angew. Math. 272:  49–72, ISSN 0075-4102
- Thrall, R. M. (1948), “Some generalization of quasi-Frobenius algebras”, Trans. Amer. Math. Soc. 64:  173–183, doi:10.1090/s0002-9947-1948-0026048-0, ISSN 0002-9947